# Eliminatórias da Copa do Mundo FIFA de 2014 - África (primeira fase)
Resultados das partidas da primeira fase das eliminatórias africanas para a Copa do Mundo FIFA de 2014.
As equipes classificadas entre 29 e 52 no ranking de seleções da FIFA pela África de julho de 2011, disputaram esta fase eliminatória em partidas de ida e volta. Os classificados avançaram para a segunda fase.

## Cabeças-de-chave
As seleções foram divididas em dois potes. O pote A com times nas posições entre 29 e 40, e no pote B de 41 a 52.
| Pote A                                          | Pote A                                           | Pote B                                                       | Pote B                                                           |
| ----------------------------------------------- | ------------------------------------------------ | ------------------------------------------------------------ | ---------------------------------------------------------------- |
| Moçambique RD Congo Togo Libéria Tanzânia Congo | Quénia Ruanda Etiópia Namíbia Burundi Madagascar | Guiné-Bissau Guiné Equatorial Chade Essuatíni Comores Lesoto | Eritreia Somália Djibouti Maurícia Seicheles São Tomé e Príncipe |

## Resultados
| 11 de novembro de 2011 | Seicheles | 0 – 3     | Quénia                        | Stade Linité, Victoria                  |
| 17:00 (UTC+4)          |           | Relatório | Ochieng 41' · Oliech 75', 81' | Público: 2 000 Árbitro: UGA Denis Batte |

| 15 de novembro de 2011 | Quénia                                                | 4 – 0     | Seicheles | Estádio Nacional Nyayo, Nairóbi          |
| 16:00 (UTC+3)          | Mandela 19' · Oliech 36' · Mulama 45+1' · Wanyama 74' | Relatório |           | Público: 5 000 Árbitro: RSA Victor Gomes |

| 11 de novembro de 2011 | Guiné-Bissau    | 1 – 1     | Togo      | Estádio Lino Correia, Bissau                |
| 16:00 (UTC+0)          | de Carvalho 38' | Relatório | Gakpé 32' | Público: 3 000 Árbitro: SEN Malang Diedhiou |

| 15 de novembro de 2011 | Togo            | 1 – 0     | Guiné-Bissau | Stade de Kégué, Lomé                              |
| 15:30 (UTC+0)          | Jonas 3' (g.c.) | Relatório |              | Público: 25 000 Árbitro: CMR Mal-Souley Mohamadou |

| 11 de novembro de 2011 | Djibouti | 0 – 4     | Namíbia                                    | Stade du Ville, Djibuti                    |
| 15:00 (UTC+3)          |          | Relatório | Bester 13', 52' · Kaimbi 50' · Urikhob 88' | Público: 3 000 Árbitro: ETH Tessema Bamlak |

| 15 de novembro de 2011 | Namíbia                                     | 4 – 0     | Djibouti | Estádio Sam Nujoma, Windhoek                |
| 20:00 (UTC+2)          | Isaacks 17' · Kaimbi 34', 58' · Urikhob 81' | Relatório |          | Público: 2 145 Árbitro: MOZ Samuel Chirinda |

| 11 de novembro de 2011 | Maurícia | w.o.[a] | Libéria |  |
|                        |          |         |         |  |

| 11 de novembro de 2011 | Comores | 0 – 1     | Moçambique     | Stade Saïd Mohamed Cheikh, Mitsamiouli |
| 15:00 (UTC+3)          |         | Relatório | Miro 54' (pen) | Público: 3 000 Árbitro: LES David Jane |

| 15 de novembro de 2011 | Moçambique                                           | 4 – 1     | Comores      | Estádio do Zimpeto, Maputo                 |
| 19:00 (UTC+2)          | Domingues 26' · Sitoe 45' · Whiskey 59' · Bauque 84' | Relatório | Youssouf 72' | Público: 10 000 Árbitro: ZIM Ruzive Ruzive |

| 11 de novembro de 2011 | Guiné Equatorial                    | 2 – 0     | Madagascar | Nuevo Estadio de Malabo, Malabo                 |
| 16:00 (UTC+1)          | Juvenal 20' (pen) · Randy 74' (pen) | Relatório |            | Público: 10 000 Árbitro: GAB Eric Otogo-Castane |

| 15 de novembro de 2011 | Madagascar                           | 2 – 1     | Guiné Equatorial | Estádio Municipal Mahamasina, Antananarivo   |
| 15:50 (UTC+3)          | Rajoarimanana 54' · Ramanamahefa 90' | Relatório | Elongue 24'      | Público: 5 000 Árbitro: MRI Parmendra Nunkoo |

| 12 de novembro de 2011 | Somália | 0 – 0     | Etiópia | Stade du Ville, Djibuti, Djibuti[b]                |
| 15:45 (UTC+3)          |         | Relatório |         | Público: 3 000 Árbitro: DJI Mohamed Hassan Ourouke |

| 16 de novembro de 2011 | Etiópia                                           | 5 – 0     | Somália | Estádio Adis Abeba, Adis Abeba              |
| 16:00 (UTC+3)          | Oukri 5' · S. Bekele 62', 65' · Kebede 87', 90+2' | Relatório |         | Público: 22 000 Árbitro: TUN Med Said Kordi |

| 11 de novembro de 2011 | Lesoto       | 1 – 0     | Burundi | Estádio Setsoto, Maseru                       |
| 20:00 (UTC+2)          | Ramabele 82' | Relatório |         | Público: 5 000 Árbitro: NAM Rainhold Shikongo |

| 15 de novembro de 2011 | Burundi                          | 2 – 2     | Lesoto                  | Estádio Príncipe Louis Rwagasore, Bujumbura       |
| 14:30 (UTC+2)          | Amissi 29' · Ndikumana 88' (pen) | Relatório | Tale 23' · Mothoana 22' | Público: 7 200 Árbitro: MWI Anthony Ramsy Raphael |

| 11 de novembro de 2011 | Eritreia  | 1 – 1     | Ruanda         | Estádio Cicero, Asmara                      |
| 15:30 (UTC+3)          | Tekle 35' | Relatório | Uzamukunda 58' | Público: 6 000 Árbitro: MLI Mahamadou Keita |

| 15 de novembro de 2011 | Ruanda                                | 3 – 1     | Eritreia   | Stade Amahoro, Kigali                     |
| 15:30 (UTC+2)          | Karekezi 4' · Iranzi 70' · Bokota 79' | Relatório | Tedros 89' | Público: 10 000 Árbitro: BOT Joshua Bondo |

| 11 de novembro de 2011 | Essuatíni   | 1 – 3     | RD Congo                                | Estádio Nacional Somhlolo, Lobamba      |
| 16:00 (UTC+2)          | Shongwe 63' | Relatório | Kaluyituka 18' · Mputu 22' · Bokese 72' | Público: 785 Árbitro: ZAM Janny Sikazwe |

| 15 de novembro de 2011 | RD Congo                                              | 5 – 1     | Essuatíni   | Stade des Martyrs, Kinshasa                      |
| 15:30 (UTC+1)          | Mputu 8', 49' · Kaluyituka 46', 61' · Diba Ilunga 66' | Relatório | Shongwe 63' | Público: 24 000 Árbitro: CGO Jean Michel Moukoko |

| 11 de novembro de 2011 | São Tomé e Príncipe | 0 – 5     | Congo                                                                    | Estádio Nacional 12 de Julho, São Tomé        |
| 15:00 (UTC+0)          |                     | Relatório | Moussilou 1' · Douniama 5' · Malonga 27' · Oniangue 54' · Tchilimbou 69' | Público: 3 000 Árbitro: CTA Sosthene Ngbokaye |

| 15 de novembro de 2011 | Congo       | 1 – 1     | São Tomé e Príncipe | Stade Municipal, Pointe-Noire              |
| 15:30 (UTC+1)          | N'Ganga 56' | Relatório | Gando 50'           | Público: 12 000 Árbitro: CHA Oumar Mahamat |

| 11 de novembro de 2011 | Chade     | 1 – 2     | Tanzânia                | Estádio Nacional, N'Djamena                   |
| 16:00 (UTC+1)          | Labbo 16' | Relatório | Ngassa 11' · Bakari 80' | Público: 10 000 Árbitro: NGA Bunmi Ogunkolade |

| 15 de novembro de 2011 | Tanzânia | 0 – 1     | Chade     | Estádio Nacional Benjamin Mkapa, Dar es Salaam   |
| 16:00 (UTC+3)          |          | Relatório | Labbo 47' | Público: 42 700 Árbitro: MAD Hamada Nampiandraza |